# Beata (pera)
Beata es el nombre de una variedad cultivar de pera europea Pyrus communis. Esta pera está cultivada en la colección de la Estación Experimental Aula Dei (Zaragoza). Esta pera también está cultivada en diversos viveros entre ellos algunos dedicados a conservación de árboles frutales en peligro de desaparición. Esta pera es originaria de la comunidad de Cataluña, en concreto este ejemplar fue recolectado en la provincia de Lérida, donde tuvo su mejor época de cultivo comercial en la década de 1960, y actualmente en menor medida aún se encuentra.

## Sinonimia
- "Pera Beata 1480".[8][9][10]

## Historia
En España 'Beata' está considerada incluida en las variedades locales autóctonas muy antiguas, cuyo cultivo se centraba en comarcas muy definidas. Se caracterizaban por su buena adaptación a sus ecosistemas y podrían tener interés genético en virtud de su adaptación. Se encontraban diseminadas por todas las regiones fruteras españolas, aunque eran especialmente frecuentes en la España húmeda. Estas se podían clasificar en dos subgrupos: de mesa y de cocina (aunque algunas tenían aptitud mixta).
'Beata' es una variedad clasificada como de mesa, difundido su cultivo en el pasado por los viveros comerciales y cuyo cultivo en la actualidad se ha reducido a huertos familiares y jardines privados.

## Características
El peral de la variedad 'Beata' tiene un vigor medio; florece a inicios de mayo; tubo del cáliz pequeño, en embudo con conducto de longitud media, y con pistilos verdes.
La variedad de pera 'Beata' tiene un fruto de tamaño pequeño; forma turbinada o turbinada truncada, regular o ligeramente asimétrica, cuello corto poco marcado, y contorno irregularmente contorneado; piel basta, áspera y seca; con color de fondo amarillo pajizo sin chapa o con ligera chapa sonrosada, presentando punteado abundante, poco perceptible, pequeñas zonas irregulares recubiertas de ligera maraña ruginosa-"russeting" cobriza, también en algunos frutos se inician una o varias líneas muy finas ruginosas, rara vez continuas, desde la base del pedúnculo al ojo, "russeting" (pardeamiento áspero superficial que presentan algunas variedades) medio; pedúnculo de longitud corto o medio, fino, apenas engrosado en los extremos, recto, implantado derecho, cavidad del pedúnculo estrecha, casi superficial, con el borde liso; anchura de la cavidad calicina amplia, poco profunda, borde liso o suavemente ondulado; ojo medio, semicerrado, sépalos largos ligeramente convergentes con las puntas rizadas hacia fuera, resecos y ennegrecidos, estambres largos, negruzcos como los sépalos lo que contribuye que a primera vista el ojo parezca más cerrado de lo que en realidad es.
Carne de color amarillo crema; textura mantecosa, bastante jugosa; sabor característico de la variedad, aromático, ligeramente alimonado, bueno; corazón muy pequeño situado muy próximo al ojo. Eje corto, total o parcialmente relleno, lanoso. Celdillas pequeñas, elípticas muy próximas al eje. Semillas de tamaño medio, semiglobosas, planas en la cara interior, con iniciación de espolón, color castaño rojizo con salientes más oscuros.
La pera 'Beata' tiene una época de maduración y recolección temprana segunda quincena de julio. Se usa como pera de mesa fresca, y en cocina para hacer jaleas.